# Supraventrikulärt extraslag
Ett supraventrikulärt extraslag är en prematur impuls som kommer från ett annat fokus i förmaken än sinusknutan, den är alltså initierad ifrån ett ektopiskt fokus före en normal sinusimpuls. 
Det är inte bara förmaken som depolariseras av den prematura impulsen, även sinusknutan depolariseras vilket leder till att dess automaticitet störs. Tiden/avståndet mellan de normala slagen före och efter extraslaget blir således mindre än två normala RR-intervall, detta kallas för en inkomplett kompensatorisk paus. Ett RR-intervall är tiden mellan två på varandra följande R-vågor.
Ett förmaksextraslag är ett SVES utlöst från förmaket, medan ett nodalt extraslag är utlöst från området runt AV-noden.

## EKG-fynd
Normalt QRS-komplex.
Ofta onormal P-våg:
Vid förmaksextraslag har P-vågen ett avvikande utseende.
Vid nodala extraslag kan en retrograd P-våg ses före eller efter QRS-komplexet.

## Orsaker
Supraventrikulära extraslag är vanligt förekommande hos helt hjärtfriska personer, och saknar oftast kliniskt betydelse. Ett par SVES per dag är normalt. Antalet kan öka vid stress, koffein- och nikotinintag och vid bakomliggande hjärtsjukdom.  Den kompensatoriska pausen kan hos vissa upplevas som obehaglig, då man kan känna det som att hjärtat håller på att stanna för att sedan sätta igång igen med ett kraftigare slag.

## Behandling
I de allra flesta fall behandlas inte SVES, men om symtomen är mycket påtagliga kan man ge betablockerare eller kalciumantagonister under en kortare period. Läkemedel mot arytmier används i princip aldrig.